# NGC 5954
NGC 5954 ist eine Balken-Spiralgalaxie vom Hubble-Typ SBc/P mit aktivem Galaxienkern im  Sternbild Schlange nördlich der Ekliptik. Sie ist schätzungsweise 91 Millionen Lichtjahre von der Milchstraße entfernt und hat einen Durchmesser von etwa 30.000 Lichtjahren. Gemeinsam mit NGC 5953 bildet sie das wechselwirkende Galaxienpaar Arp 91, KPG 468 oder Holm 714 und zusammen mit NGC 5951 das Galaxientrio KTG 62. Sie gilt als Mitglied der NGC 5962-Gruppe (LGG 400).
Halton Arp gliederte seinen  Katalog ungewöhnlicher Galaxien nach rein morphologischen Kriterien in Gruppen. Diese Galaxie gehört zu der Klasse Spiralgalaxien mit einem großen Begleiter hoher Flächenhelligkeit auf einem Arm (Arp-Katalog).
Das Objekt wurde am 17. April 1784 von dem deutsch-britischen Astronomen Wilhelm Herschel entdeckt.